# Pilgerodendron uviferum
Genre
Espèce
Classification phylogénétique
Statut de conservation UICN

 VU A2cd : Vulnérable
Statut CITES
Le Cyprès de las Guaitecas (Pilgerodendron uviferum) est une espèce de la famille des Cupressaceae (conifères). C'est la seule espèce décrite à l'heure actuelle du genre Pilgerodendron.
Ce conifère est endémique de l'Argentine et du Chili. Au Chili son habitat se situe depuis la région de Valdivia (forêt valdivienne) jusqu'à la Terre de Feu, c'est-à-dire depuis 40° jusqu'à 55° de latitude sud. En Argentine on le trouve dans les régions andines humides de la Patagonie occidentale, dans les provinces de Chubut, Neuquén, Río Negro, et Santa Cruz. Il est ainsi le conifère le plus austral de la planète.
Il est étroitement apparenté avec le genre Libocedrus de Nouvelle-Zélande et de Nouvelle-Calédonie, et plusieurs botanistes l'incluent dans ce genre en tant que Libocedrus uvifera.
C'est un arbre à croissance lente qui peut atteindre 40 mètres de hauteur, son tronc est droit et étroit (30 à 50 cm et rarement 1 mètre de diamètre). En général, il atteint seulement 15 à 18 mètres de hauteur.